# Ciudad Bolívar (Kolumbia)
Ciudad Bolívar – miasto w Kolumbii, w departamencie Antioquia.